# Naenaria ampingensis
Naenaria ampingensis là một loài tò vò trong họ Ichneumonidae.